# Ndago
Ndago är ett vattendrag i Burundi.   Det ligger i provinsen Ruyigi, i den centrala delen av landet, 110 km öster om huvudstaden Bujumbura.
Omgivningarna runt Ndago är en mosaik av jordbruksmark och naturlig växtlighet. Runt Ndago är det ganska tätbefolkat, med 172 invånare per kvadratkilometer.